# Паоло Джентилони
Паоло Джентилони (на италиански: Paolo Gentiloni) е италиански политик, министър-председател на Италия от 12 декември 2016 до 1 юни 2018 г.
От 1 декември 2019 година е еврокомисар за икономиката в Комисията „Фон дер Лайен“.

## Биография
Той е роден на 22 ноември 1954 г. в Рим, Италия. Бил е и министър на външните работи на страната от 31 октомври 2014 до декември 2016, когато президентът Серджо Матарела поисква от него да формира ново правителство. Преди това той е бил министър на съобщенията от 2006 г. до 2008 г. във второто правителство на Романо Проди.

## Ранен живот и семейство
Наследник на граф Гентилони Силвърли, той е свързан с италианския политик Винченцо Оторино Джентилони, който е бил лидер на консервативния католически избирателен съюз и ключов съюзник на дългогодишния премиер Джовани Гиолити. Джентилони е в заглавията на Nobile, Filottrano, Cingoli и Macerata.
Роден в Рим, той посещава класическия литературен център „Торквато Тасо“ в града и завършва политология в университета „Ла Сапиенца“. Джентилони е бил професионален журналист, преди да влезе в политиката.